# Хондураска къдрокосместа тарантула
Хондураска къдрокосместа тарантула (Brachypelma albopilosum) е средно голям паяк от семейство Тарантули. Известен е понякога с имената къдрокосместа тарантула или вълниста тарантула. Разпростанено е отглеждането му като домашен любимец.

## Физическа характеристика
Продължителността на живот при мъжките и женските видове е различна. Отглеждани в плен, женските живеят от 15 до 20 години, а мъжките между 4 и 7 години.
Инкубацията на малките паячета e 72 дни.

## Отглеждане в плен
Видът е популярен в използването му като домашен любимец. Има послушен и спокоен характер, което го прави подходящ за хора, които нямат предишен опит в отглеждането на тарантули. Отглежда се в терариум, при температура между 23 и 28 °C. Влажността се поддържа относително висока – между 60 и 80 процента, като се определя в зависимост от температурата в терариума или времето. Паякът не трябва да се излага на директна ярка или ултравиолетова светлина. Диетата му се състои от култивирана жива храна, предимно щурци, прелетни скакалци, хлебарки и ларви на насекоми. Храната е съобразена с размера на паяка и задължително е екологично чиста.